# 道の駅にしかた
道の駅にしかた（みちのえき にしかた）は、栃木県栃木市にある国道293号の道の駅である。

## 施設
- 駐車場
  - 普通車：103台
  - 大型車：17台
  - 身障者用：2台
- トイレ（いずれも24時間利用可能）
  - 男：大 12器
  - 女：10器
  - 身障者用：2器
- 公衆電話
- 物産館（9:00 - 18:00）
- 農産物直売所（9:00 - 18:00）
- 農村レストラン（10:00 - 18:00）
- 情報施設

## アクセス
- 国道293号
  - 栃木県道3号宇都宮亀和田栃木線
- 栃木県道177号上久我栃木線
- 東武鉄道 東武金崎駅

### 路線バス
構内に道の駅にしかたバス停留所があり、ふれあいバス金崎線・真名子線が発着する。
| 系統     | 主な経由地                                                                                        | 行先       |
| -------- | ------------------------------------------------------------------------------------------------- | ---------- |
| 金崎線   | 西方総合支所・東武金崎駅・家中駅・都賀総合支所 ・合戦場郵便局・新栃木駅・下都賀病院               | 栃木駅     |
| 真名子線 | 水木集落センター・真名子介護保険事業所・赤津郵便局 ・新栃木駅・下都賀病院・栃木女子高・栃木商業高 | 栃木駅     |
| 真名子線 | 西方総合支所                                                                                      | 東武金崎駅 |

## 周辺
- 思川 (栃木県)
- 東武金崎駅
- 栃木市役所西方総合支所

## その他
道の駅を拠点とした自動運転の実証実験で、全国第一号となった（2017年9月2日 - 9日）。